# Villa Ebbinghaus-Möllmann

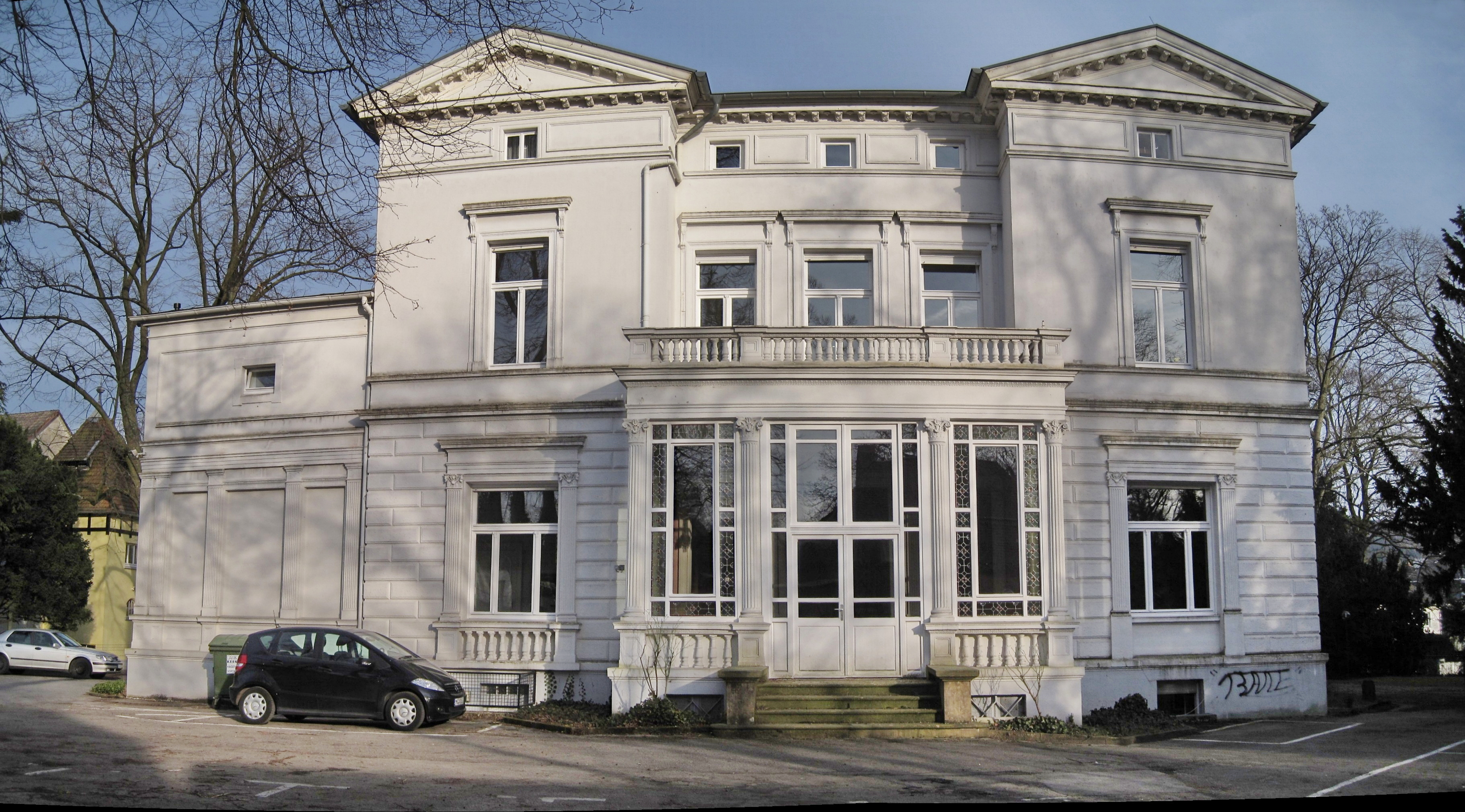
Villa Ebbinghaus-Möllmann

Die Villa Ebbinghaus-Möllmann ist ein denkmalgeschütztes ehemaliges großbürgerliches Wohnhaus in Iserlohn (Märkischer Kreis, Nordrhein-Westfalen), Gartenstraße 39.
Die spätklassizistische Villa steht in einem großen Garten. Sie wurde 1870 vom Baumeister Otto Schmidt als Putzbau mit Mezzanin für den Metallfabrikanten Hugo Ebbinghaus errichtet. Der Architekt August Deucker erweiterte das Gebäude 1905 im Auftrag von Paul Möllmann um einen Anbau und den Wintergarten.
Das Erdgeschoss ist gequadert, das Obergeschoss glatt verputzt. Die Risalite sind übergiebelt. Die Innenräume sind symmetrisch angeordnet. Die Ausstattung stammt vom Umbau im Jahr 1905. Die Räume beider Etagen sind durch Vestibüle erschlossen, das im Obergeschoss ist allseits getäfelt und mit einem Oberlicht versehen. Das Erdgeschoss ist mit Stuckdekor und Deckenmalereien im Stil der Neurenaissance und in Jugendstilformen geschmückt. Die Türen mit Holzmalereien wurden 1980 und 1990 nach Befund neu gefasst. Die Remise wurde 1901 gebaut.
Zurzeit wird das Gebäude als Musikschule genutzt.